# Poema de Pentaur

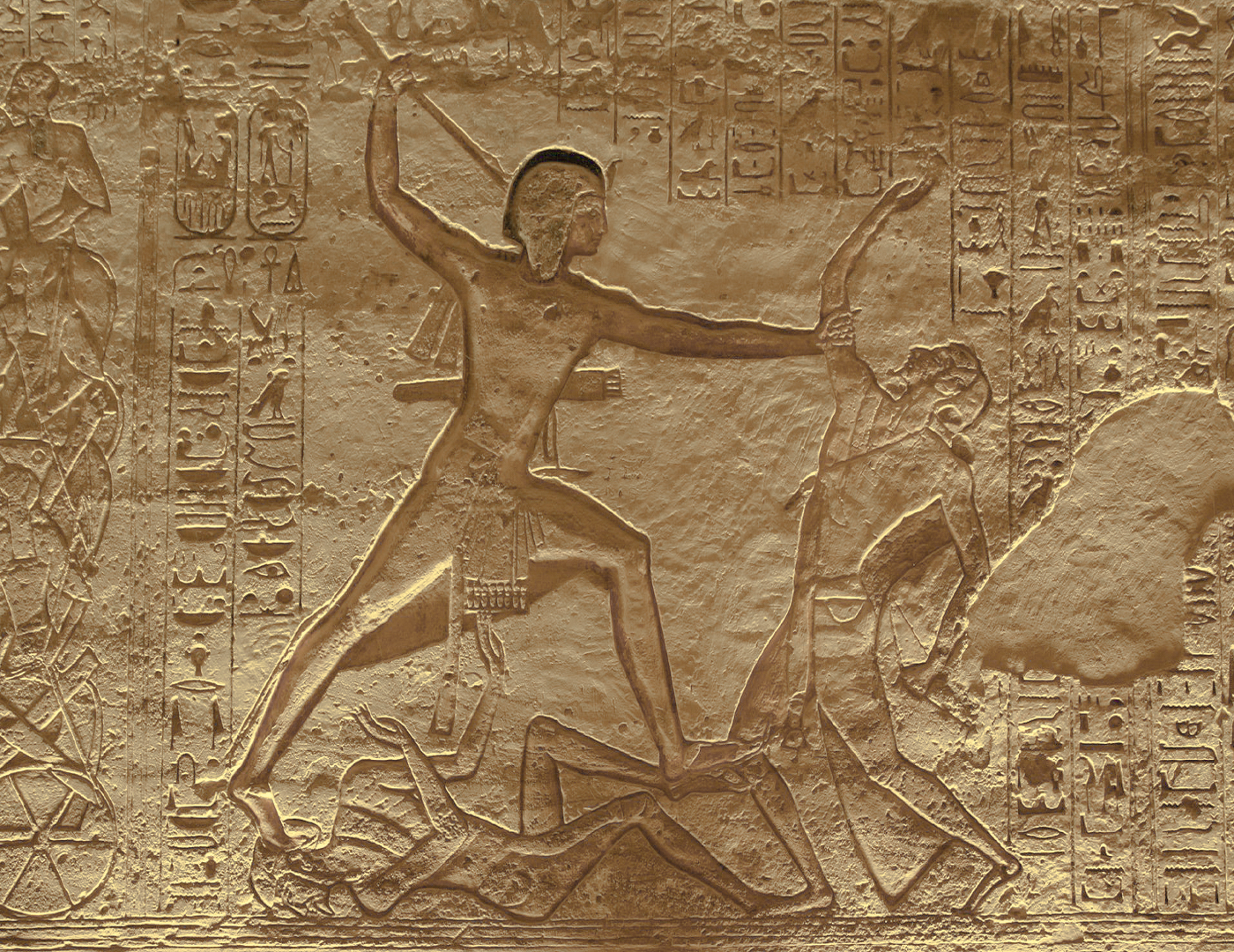
derrotando seus inimigos em relevo no Templo de Abul-Simbel

Poema de Pentaur é uma inscrição do escriba Pentaur que foi registrada em Tebas, Carnaque e Abidos e no papiro Sallier. Descreve a Batalha de Cadexe e os feitos do faraó Ramessés II (r. 1279–1213 a.C.). O texto quiçá não foi produzido por Pentaur, tendo ele apenas copiado uma versão anterior. Apesar de não ser um poema, narra os estágios da campanha de Cadexe de forma poética, dramatizando a emboscada sofrida pelo faraó no percurso.